# HVRIN
이젤은 대한민국의 가수, 뮤지컬 배우다. 2015년 뮤지컬 <프린세스 마리>로 데뷔했다.

## 방송
- 너의 목소리가 보여 4 (2017)
- 불후의 명곡 (이상우 편) (2018)
- 캐스팅 콜 (2018) - 3위
- 너의 목소리가 보여 7 (2020)

## 공연
- 프린세스 마리 (2015)
- 로미오와 줄리엣 (2016)
- 당신의 아름다운 시절 (2016)
- 바람과 함께 사라지다 (2018)
- 오! 캐롤 (2018)
- 매화가 될까? (2020)

## 음반
- 낯선 하루 (2017)
- Baby, It's You (2018)
- Stay Young (2019)
- Need Your Love (2019)
- Take Me Home (2019)
- YOU (2019)
- Done With U (2019)
- 지금 우린 어디 있을까 (2020)
- Live My Life (2020)

## 수상
- 자랑스런 한국인 인물대상 문화발전공헌부분 대상 (2019)
- 제4회 럭셔리브랜드 모델어워드 라이징 스타상 (2018)